# Ширмахер, Фридрих Вильгельм
Фридрих Вильгельм Ширмахер (нем. Friedrich Wilhelm Schirrmacher; 28 апреля 1824, Данциг — 19 июня 1904, Росток, Германская империя) — немецкий историк, педагог, ректор Ростокского университета. Доктор наук (1848).

## Биография
Сын директора школы. С 1845 по 1847 год изучал историю и философию в Берлинском университете, с 1846 по 1847 год продолжил учёбу в Боннском университете. После этого вернулся в Берлин.
Под руководством Леопольда фон Ранке подготовил и защитил докторскую диссертацию. В 1849—1856 годах учительствовал. C 1863 года работал профессором истории в Королевской академии.
За многотомный труд о короле Пруссии Фридрихе II получил престижную премию Гёттингенского университета. В 1866 г. был приглашён в Ростокский университет, где читал лекции в течение 38 лет в качестве профессора. С 1871 г. работал директором академического нумизматического собрания, в 1878/79 г. занимал должность ректора университета, был деканом философского факультета университета в 1871/1872 и в 1893/1894 г.
В 1881 году вышел первый том его истории Испании, который охватывал период, начиная с XII века. Между 1890 и 1902 годами последовали три дополнительных тома, в которых продолжалась история Испании до 1516 года. Особенно известен своими работами о династии Гогенштауфенов. В исследованиях Реформации получил признание за открытие и публикацию записей и протоколов Марбургского диспута.

## Избранные труды
- Kaiser Friderich der Zweite, Göttingen 1859—1865.
- Johann Albrecht I. Herzog von Mecklenburg, Wismar 1885.
- Die Entstehung des Kurfürstenkollegiums. 1876. Nachdruck Bonn 2003, ISBN 3-932829-72-7.
- Allgemeine Staatengeschichte. 1902

## Награды
За вклад в науку был награждён:
- 1871 — Орден Святого Михаила (Бавария)
- 1879 — Памятная медаль Фридриха Франца III, великого герцога Мекленбург-Шверинского
- 1898 — Орден Вендской короны.